# Le Roi des dollars
Pour plus de détails, voir Fiche technique et Distribution.
Le Roi des dollars est un film français de Segundo de Chomón sorti en 1905.

## Synopsis
Le « roi des dollars », prestidigitateur, fait apparaître de sa main tendue des pièces de monnaie en quantité innombrable. Puis il tapote le front de son assistant, ce qui lui fait sortir de sa bouche une pluie de pièces d’or qui tombent en cascades rutilantes. Enfin, il fait disparaître les pièces en les « aspirant » entre ses deux mains.
Ce court-métrage utilise les mêmes techniques de trucage de Georges Méliès.

## Fiche technique
- Titre : Le Roi des dollars
- Réalisation : Segundo de Chomón
- Production : Pathé Frères
- Son : muet
- Format : Court métrage en noir et blanc colorisé, 35 mm, rapport de forme 1.33 : 1
- Genre : Comédie
- Durée : 2 minutes (35 mètres)
- Dates de sortie : 
  - États-Unis : 1er juillet 1905 au cinéma
  - France : 11 novembre 1905 au cinéma